# National Covid Memorial Wall

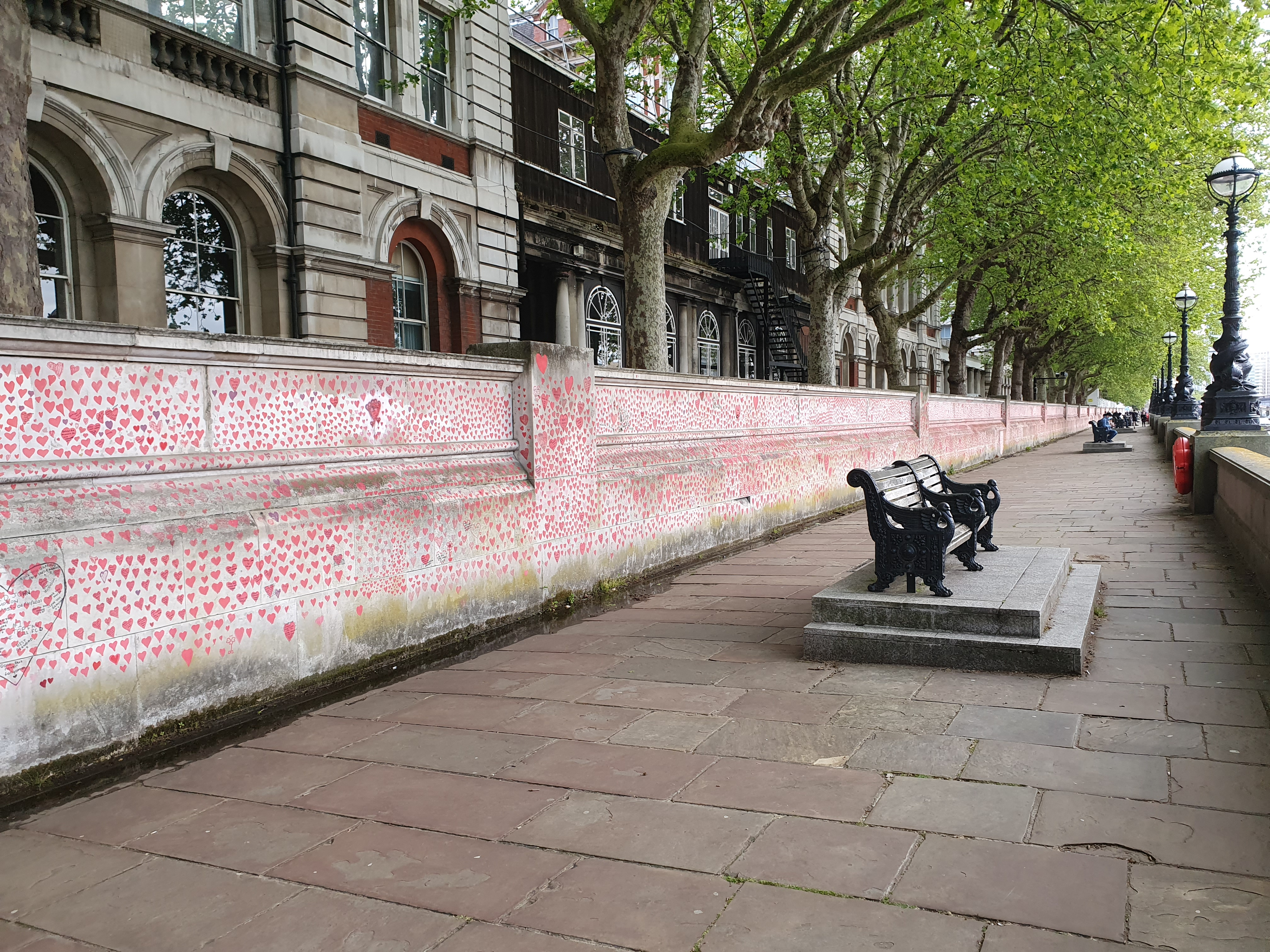
National Covid Memorial Wall

The National Covid Memorial Wall ist eine auf private Initiative entstandene Gedenkstätte für die Opfer der COVID-19-Pandemie im Vereinigten Königreich. Sie liegt im Zentrum Londons am südlichen Ufer der Themse, dem Palace of Westminster gegenüber, und ist in Form eines Wandgemäldes gestaltet.

## Lage
The National Covid Memorial Wall befindet sich auf der Außenseite einer Mauer, die das Grundstück des St Thomas’ Hospital zur Themse hin begrenzt. Sie liegt im Londoner Stadtbezirk Lambeth am südlichen Flussufer (South Bank) zwischen der Westminster Bridge und der Lambeth Bridge und erstreckt sich über eine Länge von etwa 500 Metern. Zwischen der Mauer und der Themse liegt ein breiter, vielfach genutzter Fußweg, der sich südlich an den Queen’s Walk anschließt und dem Albert Embankment zugeordnet wird.
The National Covid Memorial Wall schließt auch eine ältere Gedenktafel ein, die zur Erinnerung an die Opfer des BSE-Ausbruchs der Jahre 1994 bis 1996 an dieser Wand angebracht ist.

## Beschreibung

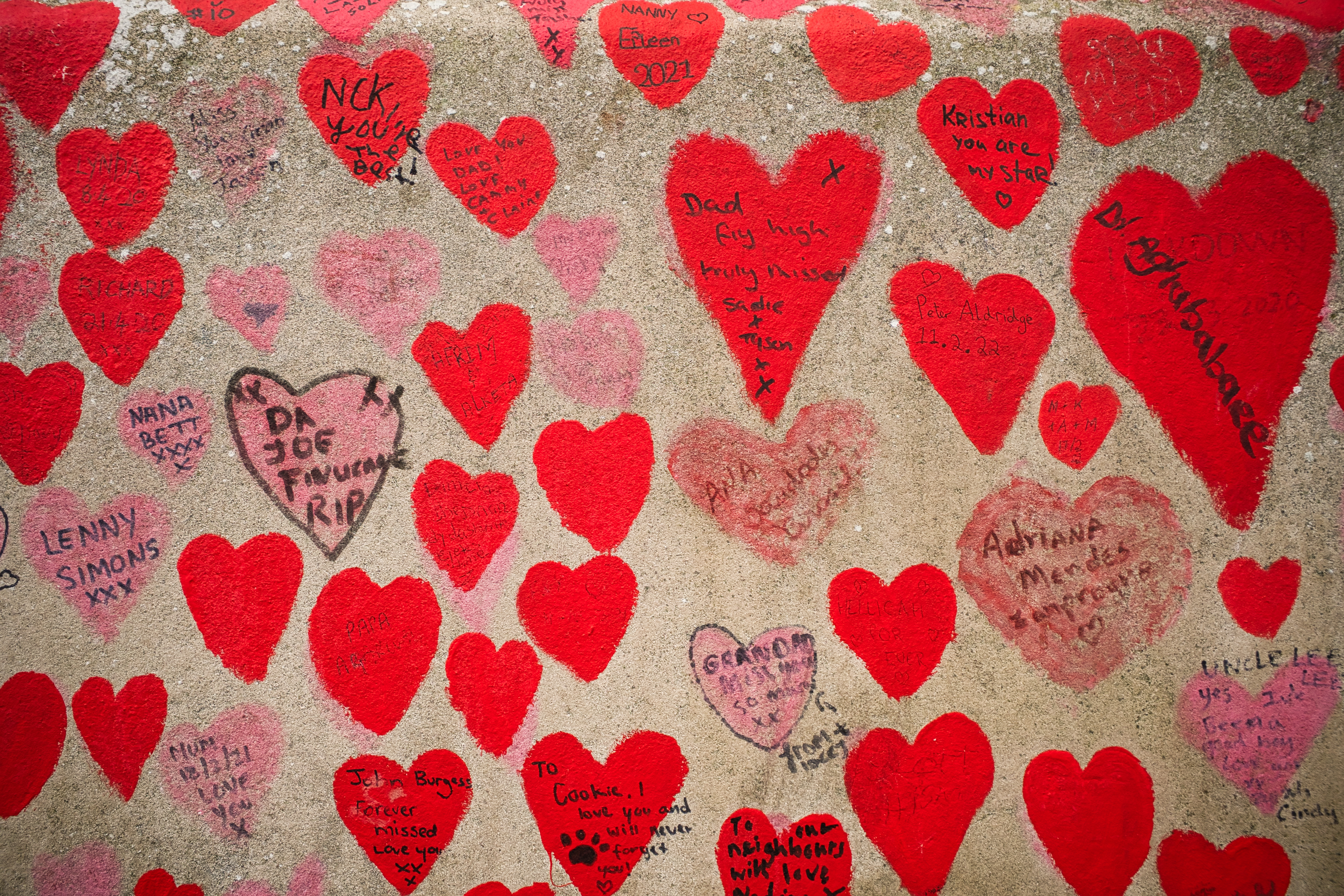
Detail des National Covid Memorial Wall

Das Denkmal besteht aus mehr als 240.000 einzelnen auf die Mauer des Krankenhausgrundstücks gemalten Herzen (Stand Juli 2024), von denen jedes für ein Opfer der COVID-19-Pandemie steht.
Die Form der Herzen ist nicht standardisiert. Sie wurden in roter oder rosa Farbe von Hand einzeln gemalt und weichen in Form und Größe stark voneinander ab. Zunächst hatten Freiwillige einfache Posca-Stifte verwendet, deren Farbe Witterungseinflüssen nicht dauerhaft standhielt. Nach und nach wurde jedes einzelne Herz mit wetterfester Wandfarbe erneuert. Die Herzen sind mittlerweile vielfach individualisiert, indem auf ihnen jeweils der Name eines COVID-19-Opfers eingetragen ist, manchmal auch in Verbindung mit einer persönlichen Botschaft von Hinterbliebenen. Auf einzelnen Herzen wird darüber hinaus den Mitarbeitern des National Health Service (NHS) gedankt.

## Entstehungsgeschichte

### Initiatoren

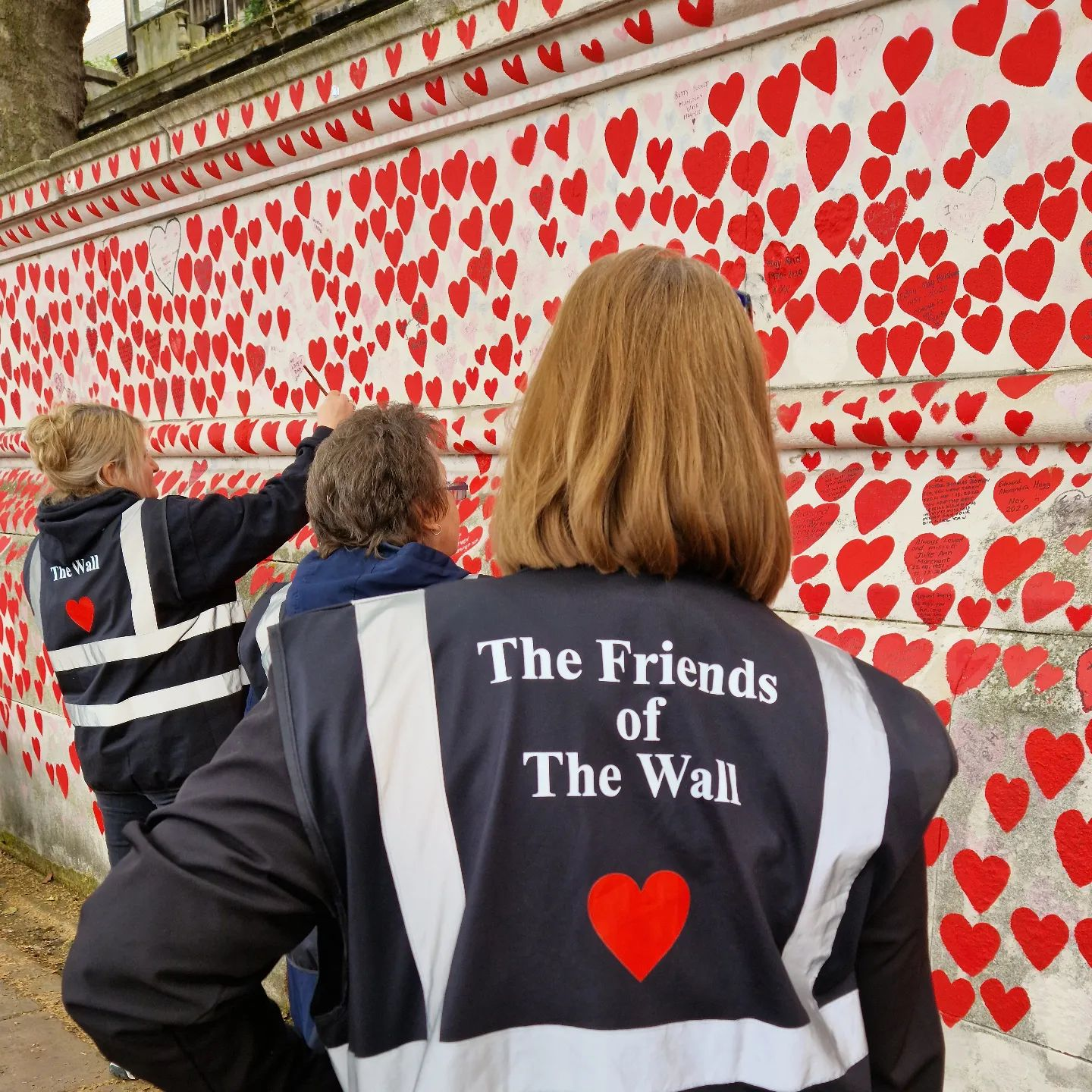
Friends of the Wall beim Vorbereiten von Herzen (2023)

Die Initiative zur Errichtung der Gedenkstätte geht auf die Vereinigung Covid-19 Bereaved Families for Justice zurück. Die privat organisierte Interessengruppe von Angehörigen britischer Pandemieopfer hatte sich während der ersten Corona-Welle gegründet, um ihre Unzufriedenheit mit der britischen Regierung, deren Umgang mit der Pandemie und der fehlenden Wertschätzung der Verstorbenen und ihrer Hinterbliebenen zum Ausdruck zu bringen. Im Herbst 2020 erhielt die Gruppe Unterstützung durch die 2019 gegründete Anti-Brexit-Bewegung Led By Donkeys (deutsch: „Von Eseln angeführt“). Die britische Regierung sah zu dieser Zeit keinen Anlass für ein öffentliches oder offizielles Gedenken an die Covid-Opfer. Nachdem im Januar 2021 in Großbritannien die Marke von 100.000 Todesfällen überschritten worden war, kündigte der damalige Premierminister Boris Johnson an, „ein angemessenes und dauerhaftes Denkmal“ für die Opfer der Covid-Pandemie erst dann errichten zu lassen, wenn die Krise überstanden sei. Covid-19 Bereaved Families for Justice sah darin eine Verweigerungshaltung und entwickelte daraufhin zusammen mit Led By Donkeys die Idee eines unabhängig von der Regierung zu errichtenden Erinnerungsorts.

### Ziele
Ziel war es, mit der konkreten Ausgestaltung der Gedenkstätte möglichst breit und dauerhaft in der Öffentlichkeit präsent zu sein. Das ließ sich mit dem gewählten Standort – einem stark von Einheimischen und Touristen frequentierten Weg – leicht erreichen. Durch die Wahl der Mauer eines Krankenhausgrundstücks wurde außerdem der Bezug zur medizinischen Seite des Themas hergestellt. Die Lage unmittelbar gegenüber dem Parlament soll eine Ermahnung an die Parlamentarier sein, aus ihren Fehlern zu lernen. Schließlich ging es darum, der Individualität und dem einzigartigen Wert des jeweiligen Lebens der Opfer Rechnung zu tragen. Daraus erklärt sich die Idee, anstelle einer pauschalen Gedenktafel für alle Opfer jeder verstorbenen Person ein einzelnes, von Hand gemaltes Herz zu widmen.

### Verwirklichung
Die Gedenkstätte entstand ohne Vorankündigung und ohne Genehmigung.
Freiwillige der Initiative begannen am 29. März 2021, die Krankenhausmauer mit Herzen zu bemalen. An diesem Tag hatte die britische Regierung die Beschränkungen des dritten Lockdowns so weit gelockert, dass wieder sechs Personen zusammenkommen durften. Nach etwa zwei Wochen waren 150.000 Herzen an die Wand gemalt, was dem damaligen Stand der an den Folgen von COVID-19 gestorbenen Menschen in Großbritannien entsprach.
Die Gedenkstätte wird auch fünf Jahre nach Ausbruch der Pandemie weiter betreut; nach wie vor kommen Herzen für weitere COVID-19-Opfer hinzu. Die Arbeit übernimmt die Freiwilligenorganisation Friends of The Wall.

## Rezeption
Die Arbeiten am National Covid Memorial Wall wurden unmittelbar nach der Aufnahme öffentlich wahrgenommen. Der damalige Oppositionsführer Keir Starmer besuchte die Mauer bereits am ersten Tag und sprach mit Vertretern der Initiatoren. Der amtierende Premierminister Johnson lehnte in den ersten Wochen Einladungen zu einem Besuch der entstehenden Gedenkstätte mehrfach ab. Er kam erst Ende April unangekündigt und am späten Abend an die Mauer; dabei traf er keine Vertreter von Covid-19 Bereaved Families for Justice. Die Initiatoren kritisierten die Form seines Besuchs.
The National Covid Memorial Wall erhielt in der Öffentlichkeit breite Zustimmung. Fotografien der bemalten Mauer dienen zahlreichen Büchern, die sich mit der COVID-19-Pandemie beschäftigen, als Coverillustration.

## Zukunft
Zur Zukunft der formal nicht genehmigten Gedenkstätte gab es im Laufe der Jahre unterschiedliche Ideen. Anfänglich hieß es, die Herzen sollten zu gegebener Zeit – möglicherweise nach Errichtung einer offiziellen Gedenkstätte – entfernt werden. Mittlerweile gibt es Gespräche mit den Behörden und mit dem Krankenhaus, zu dessen Gelände die Mauer gehört, über Möglichkeiten, die Zeichnungen dauerhaft zu erhalten. Anfang 2025 erklärte ein Vertreter des Department for Culture, Media and Sport, die Regierung erkenne die Bedeutung der Gedenkstätte an; sie arbeite mit den Initiatoren und örtlichen Vertretern an Möglichkeiten einer längerfristigen Bewahrung.